# Julie Mahoney
Julie Mahoney (Montréal, 31 maggio 1978) è una schermitrice canadese.

## Palmarès
In carriera ha conseguito i seguenti risultati:
- Giochi Panamericani:

Winnipeg 1999: argento nel fioretto individuale.